# Украинцы в Крыму
Украинцы в Крыму — этнические украинцы, проживающие в Крыму (спорная территория между Россией и Украиной, фактически под контролем России). Украинцы на протяжении многих веков играли и играют сегодня одну из первых ролей в формировании национального лица Крымского полуострова.
Действительно значительное проникновение украинского населения на полуостров началось в XV веке, когда в течение двух веков многие украинцы попадали сюда пленниками в результате многочисленных нападений на украинские земли Крымского ханства и Османской империи. В то же время, с часа своего возникновения в Крым неоднократно ходило походами Запорожское казачество. Наряду с этим было время мирного сожительства — в Крым часто отправлялись украинские торговцы, на территории ханства существовал ряд казацких поселений, а некоторая часть украинского населения влилась в крымское общество и ассимилировалась.
После завоевания Крыма Российской империей и массовой эмиграции татар в Турцию на полуострове стали активно селиться другие народы, в том числе украинские казаки и крестьяне, которые оседали в степных районах. Именно запорожцы стали основой для российского Черноморского флота в Севастополе, а позже доля украинцев в нем продолжала оставаться высокой, достигая 70-80 % в 1917 году. Значительным ростом численности украинского населения в Крыму и его доли в общем населении, прежде всего, благодаря переселениям из других областей Украины, особенно после вхождения в 1954 году полуострова в ее состав. Еще в XIX веке фиксировались случаи обрусения украинцев в Крыму (см.Русификация Крыма), этот процесс продолжается и сейчас. Особенно заметной тенденция к сокращению количества как украиноязычных, так и украинцев в Крыму стала после 1990-х годов.

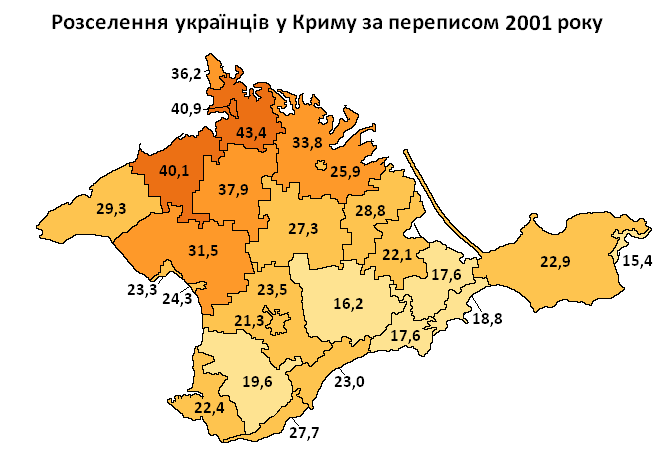
Украинцы в Крыму согласно переписи 2001 года.

По Всеукраинской переписи населения 2001 года в Крыму проживало 576,6 тыс. украинцев, больше по количеству — в Симферополе (более 75 тыс. человек), больше по доле в общем населении — в Красноперекопском районе (43,41 %), единственном районе Крыма, где украинцы составляли большинство. За время независимости Украины на полуострове насчитывалось менее 10 образовательных учреждений с украинским языком обучения, действовали немногочисленные украинские культурные учреждения и организации, выходило в разное время несколько украинских изданий. Ограничивала сферы использования украинского языка и национальной символики. Из-за давления определенная часть украинцев была вынуждена переехать на материковую часть Украины.

## История

### До 1991 года

#### Украинская ССР
В 1954 году Крымская область передана из РСФСР в УССР. Первоначально в Крым не переселяли из западных областей УССР, однако с 1957 переселения начали осуществлять и оттуда. В 1955—1957 годах из Украины в Крым переселено 39 878 семей. По переписи населения СССР в 1959 году в Крымской области насчитывалось 267 659 украинцев (22,28 % населения области), 11,8 % населения Крыма было украиноязычным. В 1959—1965 годах на полуостров переехало 50 тыс. семей из РСФСР и материковой части УССР, в частности, из затопленных Киевским водохранилищем поселений. По официальным данным, общее количество переселенных из Украины в Крым в 1944—1980 годах достигало 500 тыс. человек, по неофициальным данным — более 700—800 тыс. человек. Однако значительная украинская миграция не сильно изменила этническое лицо полуострова, поскольку украинцы Крыма сами подвергались быстрой ассимиляции русскими.
После вхождения Крыма в состав УССР на полуострове начала распространяться официальная украинская пресса, в частности в 1955—1959 годах выходила украиноязычная газета «Советский Крым». В 1954—1956 годах было проведено несколько мероприятий по представлению и поддержке украинского языка и культуры в области. В 1954/1955 учебном году в некоторых школах области начали преподавать украинский язык. В 1957/1958 учебном году украинский язык уже изучало 26787 учеников в 1704 классах. Однако, как и в предыдущие годы, украинская жизнь и дальше очень слабо поддерживалась, особенно после 1959—1960 годов, когда русский язык становился обязательным для изучения, а другие языки — факультативными, было сокращено количество часов преподавания украинского языка и прекращено издание украинских журналов. Так, по докладной записке от 26 ноября 1959 года, в 1959/1960 учебном году из 1089 общеобразовательных школ украинских было только 3, еще в 5 русских школах были отдельные украинские классы, а всего на украинском языке обучалось только 0,4 % всех учащихся. В 1988 году редакция самиздательского журнала Украинской Хельсинкской группы «Украинский вестник» писала, что в Крыму тогда не было «ни украинских школ, ни клубов, ни радио и телевидения, ни прессы, нет нигде и украинского языка вне быта украинских сел, откуда он тоже активно изгоняется».
По переписи населения СССР в 1970 году в Крымской области насчитывалось 480 733 украинца (26,51 % населения области), 15,6 % населения Крыма было украиноязычным. По переписи населения СССР в 1979 году в Крымской области проживало 547 336 украинцев (25,63 % населения области), из них на родном языке указало: украинский — 288 403 человека (52,69 %), русский — 258 873 человека (47,3 %), другую — 60 человек (0,01 %); на украинском языке указали также 2 340 человек других национальностей (в частности, 841 россиянин); дополнительно владением украинским языком как вторым указало 69 644 украинца, 72 048 россиян и 4 362 человека другой национальности. В 1984 году открыт Ялтинский музей кобзарства Крыма и Кубани, основателем которого является бандурист и культуролог Алексей Нирко.
По переписи населения СССР 1989 года в Крымской области насчитывалось 625 919 украинцев (25,75 % населения области), из них на родном языке указало: украинский — 328 897 человек (52,55 %), русский — 296 491 человек (47,37 %), другой — 531 человек (0,08 %). Кроме того, украинский родным отметило 3 155 человек неукраинской национальности. В городских поселениях проживало 373 419 украинцев (59,66 %), в сельской местности — 252 500 украинцев (40,34 %). Украинский язык родным был для 64,16 % украинцев-жителей сельской местности и для 44,69 % украинцев-жителей городских поселений. В общей сложности тогда украиноязычных было 13,7 % населения Крыма.

### С 1991 года

#### Независимая Украина
12 февраля 1991 вместо Крымской области создана Автономная Республика Крым, с 24 августа 1991 АРК и Севастополь — находились в составе независимой Украины. В 1991 году в Крыму не издавалось ни одного украинского издания. Для сравнения, в 1991 году на полуострове насчитывалось 440 русскоязычных периодических изданий, некоторые из которых издавали украиноненавистнические и антитатарские статьи. Только в 1992 году была основана газета «Крымская светлица», которая продолжает оставаться одним из немногих украинских крымских изданий. По социологическим опросам начала 1990-х годов, только 2/5 украинцев полуострова считали, что соблюдают национальные традиции и обряды, половина считала себе активными верующими, для 2/3 Крым был родиной (58,4 % украинцев считали родиной место, где они родились), 27,3 % — место, где они прожили значительную часть жизни, 7 % — место, где они родились и выросли их предки).
Как отмечал вице-премьер-министр Украины Иван Курас в письме к Комитету Верховной Рады Украины по вопросам культуры и духовности по поддержке украинского населения в АРК от 11 июня 1997 года, на территории АРК тогда издавалась только одна украинская газета, работал украинский государственный музыкально-драматический театр, действовало около 100 украинских профессиональных и самодеятельных украинских коллективов, одна украинская школа и 23 украинских класса в российских школах; не было местного украинского радиовещания. На начало 2000 года из 498 зарегистрированных в Крыму изданий 35 было украино-русскоязычных и только 4 — украиноязычных. На 2000 год на полуострове существовало 6 объектов традиционной культуры украинцев Крыма, среди них музей «Украинская хата» в селе Новониколаевка Ленинского района.
По Всеукраинской переписи населения 2001 года в Автономной Республике Крым проживало 492 227 украинцев (24,32 % населения АРК), из них на родном языке указали: украинский — 198 855 человек (40,4 %), русский — 292 923 человека (59, 5 %), другой — 171 человек (0,03 %). Тогда же в Севастополе насчитывалось 84 420 украинцев (22,38 % населения Севастопольского горсовета), из них на родном языке указало: украинский — 25 003 человека (29,62 %), русский — 59 211 человек (70,14 %), другой — 18 человек (0,02 %).
Поддержка украинского населения полуострова со стороны государства во времена независимости Украины была очень слабой, украинцы подвергались неоднократным преследованиям. В 2006 году из 583 школ Крыма только 4 были украиноязычными, а из 23,4 % школьников-украинцев на украинском языке обучались только 0,7 %. На 2008 год единственной регулярной украиноязычной газетой Крыма была «Крымская светлица», посвященная украинской культуре и украинской жизни на полуострове. Но даже эта единственная украинская газета неоднократно сталкивалась с нехваткой финансирования. В 2010 году в селе Красный Мак, Бахчисарайского района открыт музей украинской народной архитектуры и быта «Родная деревня».

#### Аннексия Крымаи последующаяоккупация региона

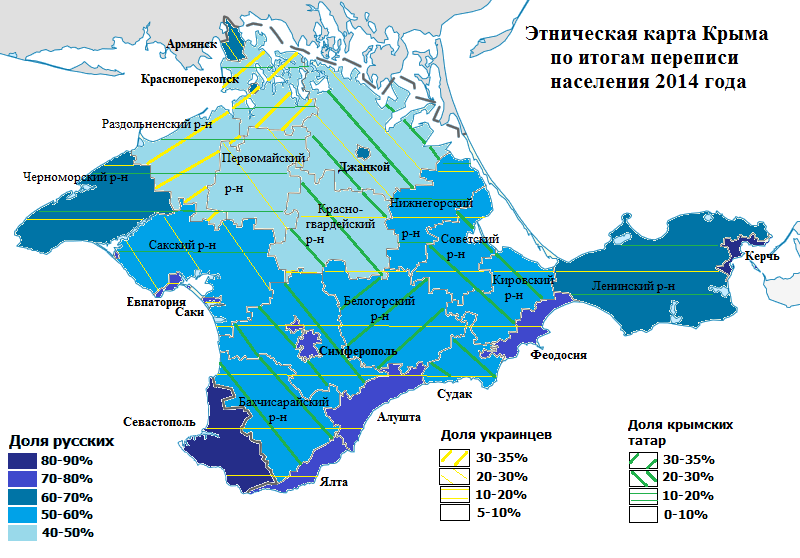
Национальный состав КФО по переписи населения 2014 года

В 2014 году на фоне побега представителей высшей государственной власти Украины в Россию последняя воспользовалась положением и оккупировала Автономную Республику Крым и Севастополь. Осенью того же года российские власти провели в оккупированном Крыму перепись населения, согласно которому на полуострове насчитывалось 344,5 тыс. украинцев (15,7 %), а украинский язык указало родным лишь 3,3 % населения Крыма. По мнению социолога Ирины Бекешеной, такое сокращение количества украинцев было обусловлено изменением идентификации части украинского населения с украинцев на россиян. После оккупации многие этнические украинцы и крымские татары стали выезжать из Крыма на материковую часть Украины. По состоянию на 15 августа 2019 на материковой части Украины официально на учете состояло 40 733 переселенца с оккупированного полуострова. Параллельно этому, как обращали внимание в 2018 году деятели крымскотатарского движения, в Крым при содействии российской власти за 4 года оккупации переехало несколько сотен тысяч россиян. Все это создает основания для дальнейшего коренного изменения этнической структуры полуострова.
Согласно данным Росстата за семь лет с 2014 по 2021 год численность украинцев в Крыму сократилась в два раза, с 291 тысяч человек до 145 тысяч. По сравнению с 2001 годом (последняя Всеукраинская перепись) численность украинцев сократилась в три раза.

## Численность
Количество и доля украинцев в населении Крыма по районам и городским советам согласно переписи 2001 года:
| Район/городской совет  | лиц    | %     | Родной язык | Родной язык | Родной язык | Родной язык | Родной язык | Родной язык         | Родной язык         | Население в целом |
| Район/городской совет  | лиц    | %     | Украинский  | Украинский  | Украинский  | Русский     | Русский     | Другие / не указали | Другие / не указали | Население в целом |
| Район/городской совет  | лиц    | %     | лиц         | %           | лиц др.     | лиц         | %           | лиц                 | %                   | Население в целом |
| ---------------------- | ------ | ----- | ----------- | ----------- | ----------- | ----------- | ----------- | ------------------- | ------------------- | ----------------- |
| Симферополь (горсовет) | 76 147 | 21,26 | 22 176      | 29,12       | 568         | 53 940      | 70,84       | 31                  | 0,04                | 358 108           |
| Алушта (горсовет)      | 11 987 | 22,96 | 4 967       | 41,44       | 84          | 7 008       | 58,46       | 12                  | 0,10                | 52 215            |
| Армянск (горсовет)     | 9 722  | 36,19 | 4 432       | 45,59       | 108         | 5 287       | 54,38       | 3                   | 0,03                | 26 867            |
| Джанкой                | 11 106 | 25,91 | 3 156       | 28,42       | 100         | 7 941       | 71,50       | 9                   | 0,08                | 42 861            |
| Евпатория (горсовет)   | 27 429 | 23,33 | 10 057      | 36,67       | 207         | 17 366      | 63,31       | 6                   | 0,02                | 117 565           |
| Керчь                  | 24 298 | 15,36 | 8 154       | 33,56       | 180         | 16 067      | 66,12       | 77                  | 0,32                | 158 165           |
| Красноперекопск        | 12 631 | 40,87 | 4 979       | 39,42       | 114         | 7 645       | 60,53       | 7                   | 0,06                | 30 902            |
| Саки                   | 6 938  | 24,33 | 2 476       | 35,69       | 54          | 4 460       | 64,28       | 2                   | 0,03                | 28 522            |
| Судак (горсовет)       | 5 173  | 17,57 | 2 430       | 46,97       | 49          | 2 726       | 52,70       | 17                  | 0,33                | 29 448            |
| Феодосия (горсовет)    | 20 416 | 18,77 | 7 855       | 38,47       | 144         | 12 556      | 61,50       | 5                   | 0,02                | 108 788           |
| Ялта (горсовет)        | 38 604 | 27,66 | 13 768      | 35,66       | 360         | 24 744      | 64,10       | 92                  | 0,24                | 139 584           |